# Valeri Heletei
Valeri Viktorovitx Heletei (ucraïnès: Валерій Вікторович Гелетей) (nascut el 28 d'agost del 1967) és un coronel general ucraïnès que va exercir com a ministre de Defensa del 3 de juliol al 14 d'octubre del 2014.

## Biografia
Nascut al raion de Mukàtxevo a l'oblast de Transcarpàcia, Heletei va treballar breument com a mecànic elèctric en una empresa local de camions abans de ser reclutat a les Forces Armades Soviètiques el 1985; va servir a les tropes frontereres soviètiques. El març del 1988 Heletei va començar una carrera a la policia (MVS) i el 1994 es va graduar a l'Acadèmia d'Afers Interns d'Ucraïna (acadèmia superior de policia) a Kíiv. Després d'això va treballar fins al 2006 per al departament de policia, especialitzat en la lluita contra el crim organitzat (HUBOZ) per a la ciutat de Kíiv.
A l'octubre del 2006 Heletei com a coronel va ser emprat per l'Administració presidencial, dirigint el seu servei en qüestions de les agències d'aplicació de la llei. El 4 de desembre del 2006 va ser ascendit al grau especial de Major General de Policia.
El 24 de maig del 2007, Heletei es va convertir en cap de l'Administració de Seguretat de l'Estat (UDO) especialitzada en seguretat dels funcionaris governamentals. El 20 de juny del 2007 a Heletei se li va concedir el grau de general de comandament i el 21 d'agost d'aquell any va ser ascendit a tinent general. El 20 d'agost del 2008 Heletei va rebre una altra promoció: al grau de coronel general. El juliol del 2009 va ser rellevat del seu càrrec de cap de l'UDO.
El 2 de març del 2014, el president en funcions d'Ucraïna, Oleksandr Turtxínov, va nomenar Heletei com a cap de l'UDO una vegada més, en substitució de Serhiy Kulyk. El 2 de juliol del 2014, el recentment elegit president d'Ucraïna, Petrò Poroixenko, va proposar la candidatura de Heletei per al càrrec de ministre de Defensa, i l'endemà (3 de juliol) la Rada Suprema (parlament d'Ucraïna) va aprovar la proposta amb el suport de 260 dels 450 parlamentaris.
Durant el seu discurs inaugural, Heletei va insinuar que Ucraïna recuperaria el control de Crimea, perdut durant la crisi de Crimea del 2014: "Estic convençut que Ucraïna guanyarà, i confieu en mi, una desfilada de la victòria sens dubte es farà a Sebastòpol ucraïnesa". A finals d'agost/principis de setembre del 2014 va escriure a la seva pàgina de Facebook que els rebels havien estat derrotats i Rússia s'havia vist obligada a començar una invasió a gran escala de la regió amb forces regulars, dient: "Ha arribat una gran guerra a la nostra porta, com Europa no ha vist des de la Segona Guerra Mundial. Malauradament, les pèrdues en una guerra així no es mesuraran en centenars, sinó en milers i desenes de milers". L'1 de setembre del 2014, Newsweek va informar que Heletei va afirmar a la seva pàgina de Facebook que Rússia va amenaçar Ucraïna amb un atac nuclear si no deixava de lluitar contra els rebels.
El 12 d'octubre del 2014, el president d'Ucraïna, Petrò Poroixenko, va acceptar la dimissió de Heletei, dient que era hora d'un canvi en el lideratge de defensa del país. Després de ser substituït pel comandant de la Guàrdia Nacional d'Ucraïna Stepan Poltorak, Heletei va ser nomenat cap de la Guàrdia Estatal d'Ucraïna.
El 20 d'octubre del 2014, la Comissió d'Investigació Temporal de la Rada Suprema (investigació parlamentària d'Ucraïna sobre la Batalla d'Ilovaisk) va publicar un informe sobre esdeveniments relacionats amb el "calder d'Ilovaisk" on reconeixia que la tragèdia d'Ilovaisk va tenir lloc a causa d'accions inadequades del ministre de Defensa Heletei i el cap de l'estat major Muzhenko.